# Атестація лікарів
Атестація лікарів проводиться з метою оцінки їх професійного рівня та складності виконуваних робіт, відповідності кваліфікаційним вимогам і посадовим обов'язкам. 

## Види атестації лікарів в Україні
Порядок проведення атестації лікарів МОЗ затвердило наказом «Деякі питання безперервного професійного розвитку лікарів» від 22.02.2019 № 446 (далі — Порядок № 446, Наказ № 446).
Наразі Порядок №446 регламентує два види атестації лікарів:
- на присвоєння кваліфікаційної категорії
- на підтвердження кваліфікаційної категорії

Порядок проведення атестації лікарів у новій редакцій МОЗ виклав у наказі від 18.08.2021  № 1753
Раніше лікарі могли атестуватися на визначення знань і практичних навичок з присвоєнням (підтвердженням) звання «лікар-спеціаліст». Нині ж пункт про такий вид атестації МОЗ із Порядку № 446 виключило. Натомість додало нове в атестації лікарів — окремий розділ про відновлення медичної практики для лікарів:
- які своєчасно не пройшли атестацію на кваліфікаційну категорію
- яким відмовлено в атестації на присвоєння або підтвердження кваліфікаційної категорії
- які не працювали понад три роки за лікарською спеціальністю

Неатестовані лікарі складатимуть тест, а потім пройдуть стажування або курси спеціалізації в закладах післядипломної освіти або інститутах (факультетах) післядипломної освіти закладів вищої освіти. Підстава — направлення з місця роботи. Навчання триватиме від 1 до 6 місяців, залежно від результатів тестування (п. 3, 4 розд. V Порядку № 446).

## Кваліфікаційні категорії лікарів в Україні
Кваліфікація лікарів-спеціалістів визначається атестаційною комісією за трьома кваліфікаційними категоріями: друга, перша, вища.

## Джерело
1. Положення про порядок проведення атестації лікарів, затверджене Наказом Міністерства охорони здоров'я України 19.12.1997 № 359 (у редакції наказу Міністерства охорони здоров'я України 02.10.2015 № 650). Зареєстроване в Міністерстві юстиції України 03 лютого 2016 р. за № 176/28306. Посилання … [Архівовано 10 вересня 2018 у Wayback Machine.]